# Theologisches Seminar Friedberg

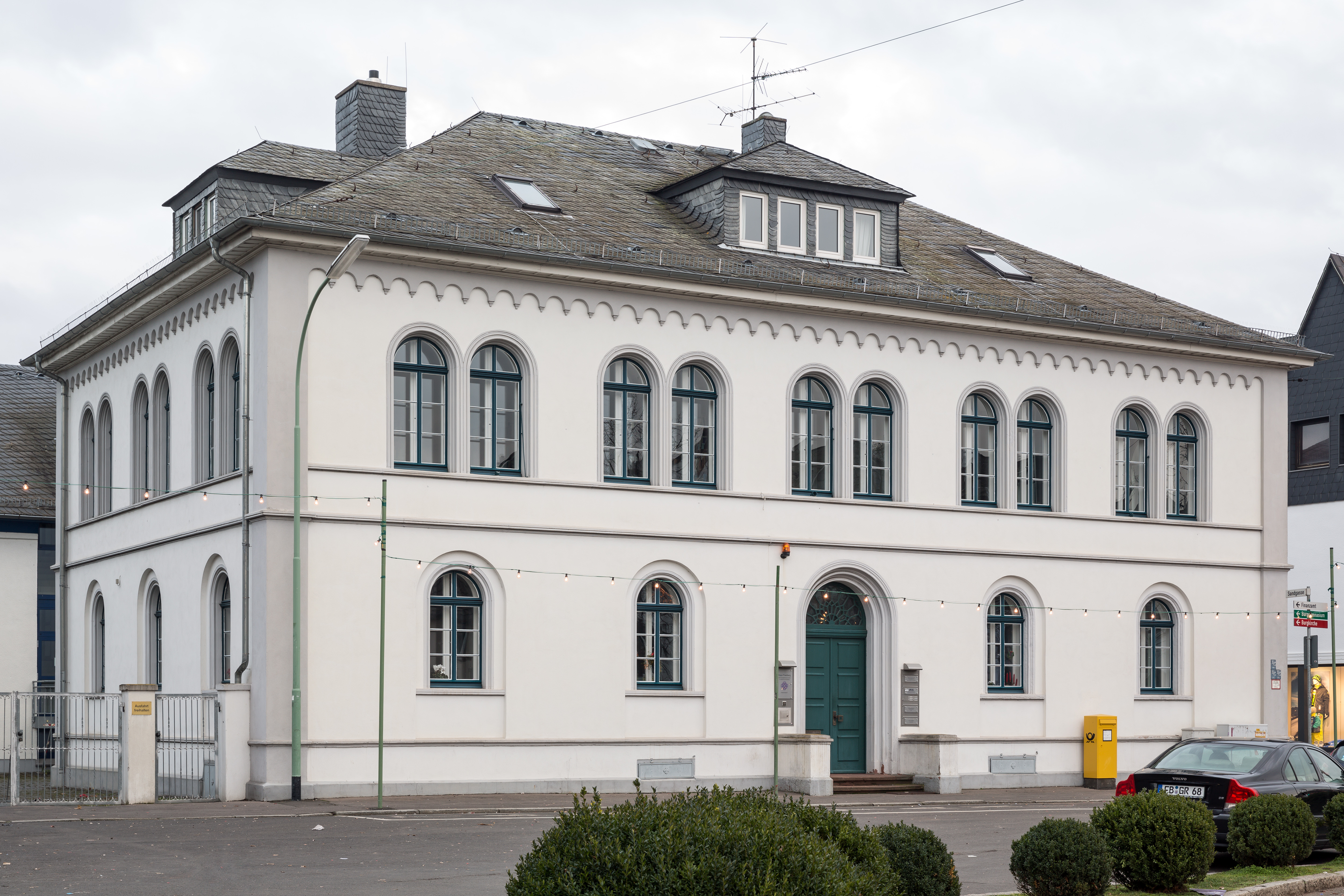
Gebäude des Seminars

Das Theologische Seminar Friedberg war ein Theologisches Seminar der Evangelischen Landeskirche in Hessen mit Sitz in Friedberg (Hessen). Das Lehrgebäude in der Kaiserstraße 2 steht unter Denkmalschutz.

## Geschichte
Das Theologische Seminar Friedberg wurde 1837 gegründet. Neben den Predigerseminaren in Loccum, Wittenberg, Herborn und Göttingen war es eines der ersten Predigerseminare Deutschlands.
Die Initiative zur Einrichtung des Predigerseminars ging von Oberkonsistorialrat Karl Köhler aus. Dieser war zunächst Abgeordneter in der zweiten Kammer der Landstände des Großherzogtums Hessen und mit seiner Ernennung zum Prälaten der ersten Kammer. Die zweite Kammer bewilligte im Januar 1836 den Betrag von ca. 4000 fl. zur Errichtung eines Predigerseminars außerhalb der Universitätsstadt Gießen. Der Standort Friedberg wurde gewählt, da dort bereits ein evangelisches Lehrerseminar eingerichtet worden war. So konnten die Professoren des Lehrerseminars die Kandidaten des Predigerseminars in nicht-theologischen Fächern wie z. B. Musik mitunterrichten und die Theologieprofessoren das Lehrerseminar mit unterstützen. Entsprechend war vielfach auch vom „Lehrer- und Predigerseminar“ die Rede. Weitere Synergien ergaben sich mit der örtlichen Taubstummenschule. Zunächst wurden am Predigerseminar drei Professoren beschäftigt.
Erster Direktor des Seminars wurde Philipp Peter Crößmann (1793–1852), der gleichzeitig auch Friedberger Stadtpfarrer war. Sein Fachgebiet war die Homiletik, sein Stellvertreter Ferdinand Friedrich Fertsch unterrichtete Katechetik und Seelsorge. Diese drei Disziplinen waren auch später Kernpunkt der Vikarsausbildung am Friedberger Seminar.
Die Einrichtung wurde 1999 geschlossen.

## Bibliothek
Die Seminarbibliothek enthält etwa 50.000 Bände. Träger der Bibliothek ist heute die Evangelische Kirche in Hessen und Nassau.

## Gebäude
Das Predigerseminar hatte seinen Sitz zunächst im Kavaliersbau der Burg. In den 1840er Jahren wurde für das Predigerseminar ein Neubau errichtet. Der Bauplatz war der frühere Reitplatz der Burggrafen. Dies war ein freier Platz zwischen Burg und Stadt, auf dem seit 1455 die Huldigungen der neuen Burggrafen erfolgten. Erbaut wurde ein ruhig gegliedertes zweigeschossiges Seminargebäude im Rundbogenstil mit Walmdach. Die Einweihung erfolgte am 16. Oktober 1848. Es steht als Gesamtanlage unter Denkmalschutz. Der „repräsentative[] Altbau“ wurde 2003 zusammen mit einem Neubau auf dem hinteren Teil des Grundstücks für 1,8 Millionen Euro renoviert. Das Haus wird heute unter dem Namen Haus Friedberg der EKHN als Zentrum Seelsorge und Beratung (ZSB) der Evangelischen Kirche in Hessen und Nassau genutzt.

## Professoren
- Philipp Peter Crößmann (Direktor 1837–1852)
- Ferdinand Friedrich Fertsch (1837–1852)
- Friedrich Christian Wilhelm Karl Sell (ab 1837, Direktor 1852–1863)
- Franz Schwabe (ab 1853, Direktor 1863–1883)
- Johann Gustav Diegel (ab 1858, Direktor 1883–1896)
- Karl Köhler (1863–1882)
- Heinrich Adolf Köstlin (1883–1891)
- Julius Smend (1891–1893)
- Friedrich Flöring (1893–1900)
- Heinrich Wilhelm Weiffenbach (ab 1882, Direktor 1896–1904)
- Paul von Wurster (Direktor 1904–1907)
- Karl Eger (ab 1901, 1907–1913 Direktor)
- Jakob Schoell (ab 1907, ab 1913 Direktor)
- Wilhelm Diehl (1913–1923)
- Otto Stroh (ab 1927, 1948–1959 Direktor)
- Ernst Gerstenmaier (ab 1927, 1959–1961 Direktor)
- Walther Fürst (1962–1976)
- Karl Linke (1962–1974)
- Helmut Fischer (1976–1991, zuletzt Direktor)
- Paul-Gerhard Nohl (1991–1998, 1992–1993 Direktor)

## Veröffentlichungen
- Denkschrift des evangelischen Prediger-Seminariums zu Friedberg, verschiedene Jahrgänge (Digitalisat der Ausgabe 1856)